# Tipula paludosa
Tipula paludosa là một loài ruồi trong họ Ruồi hạc (Tipulidae). Chúng phân bố ở vùng sinh thái Palearctic và Nearctic. Loài này cũng từng xuất hiện ở Quảng Bình.

## Hình ảnh

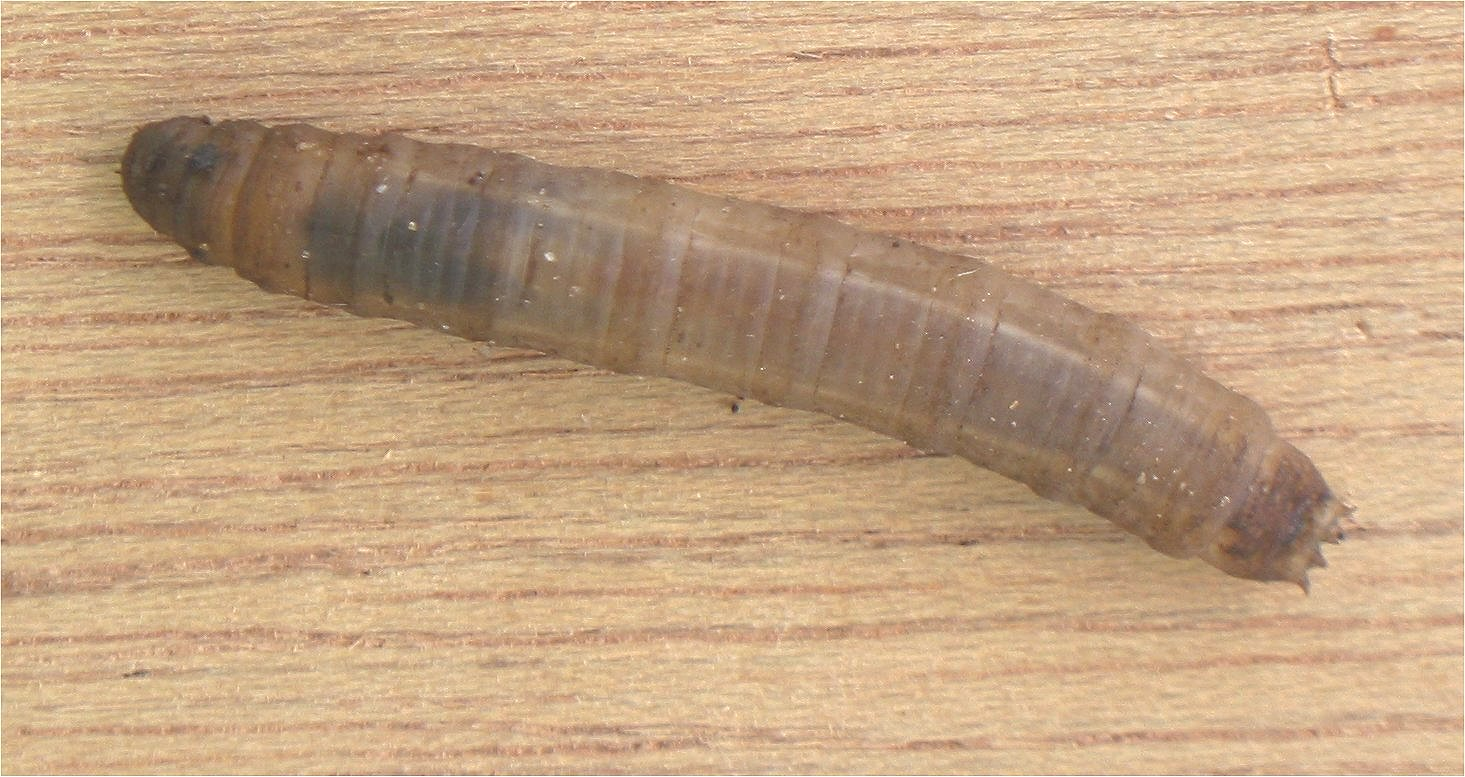
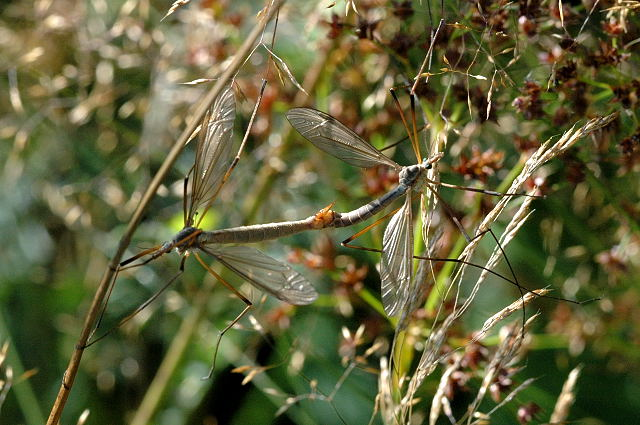
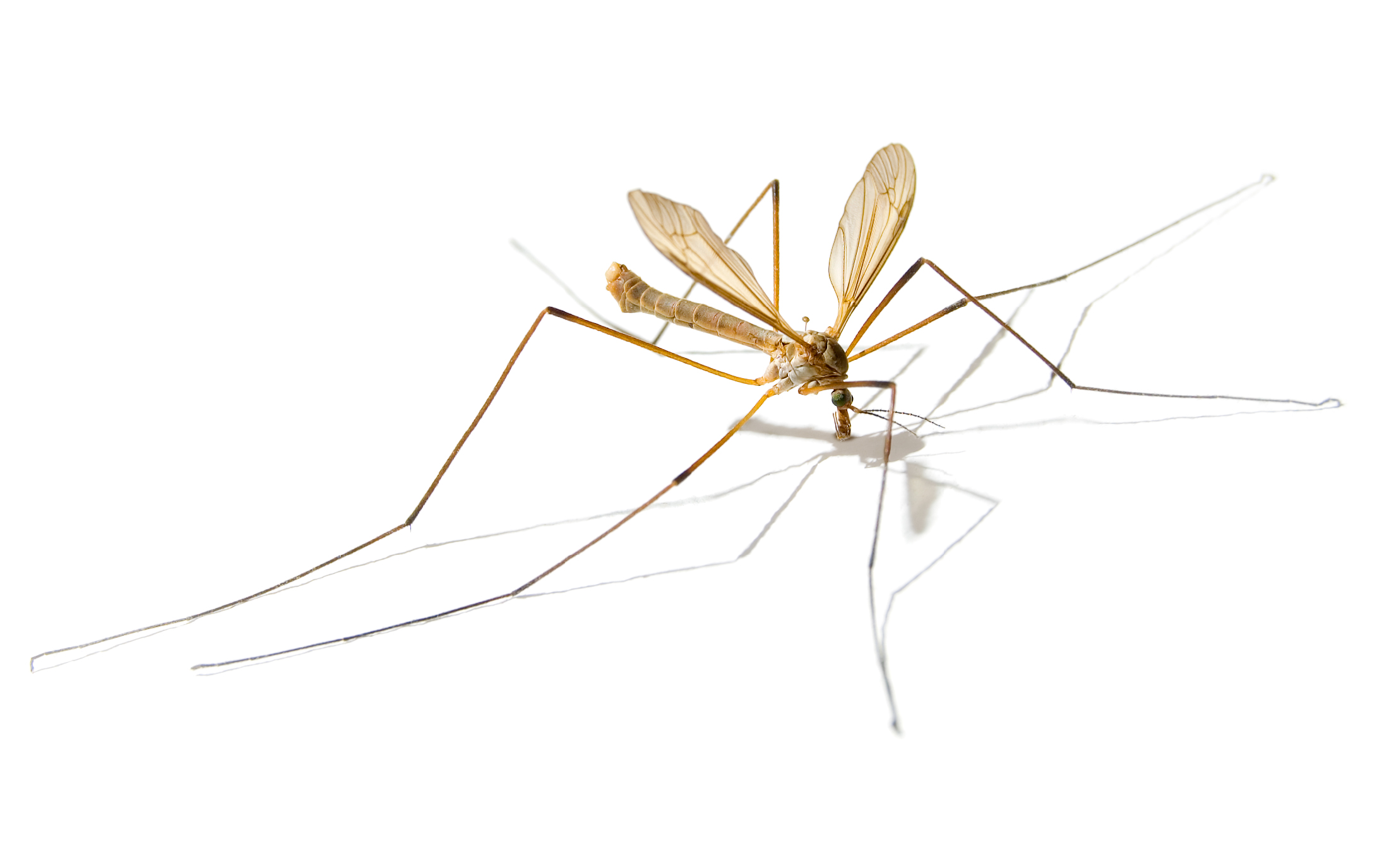